# Ankamna
Ankamna je bila galsko-rimska boginja, ki so jo častili predvsem v dolini reke Mozele. V Trierju in Ripsdorfu so jo imeli za soprogo boga Lenusa Marsa v Möhnu pa za soprogo Marsa Smertulitana. V Trierju so postavili oltarje v čast Lenusa Marsa, Ankamne in duhov različnih treverskih pagov, kar je dajalo vtis, da sta Lenus Mars in Ankamna tudi njihova zaščitnika, čaščena v uradno organiziranem kultu.  Med redkimi kipci, ki so ostali kot votivne daritve v svetišču Marsa Smertulitana in Anamne v Möhnu, je tudi kipec pritlikavega demona s kapuco, ki je bil darovan v tempeljskem kompleksu Lenusa Marsa v Trierju.
Skupaj z Lenusom Marsom Veravdunom je na bronastem kipcu iz Luksemburga upodobljena malo znana keltska boginja Inciona. Povezava med Inciono in Ancamno, če je sploh obstajala, je povsem nejasna. Ankamna se sicer povezuje  z dvema drugima soprogama galskega Marsa, Litaviso in Nemetono, pri čemer se zdi, da nobena od njih ni boginja bojevnica. Namesto tega se zato domneva, da je bila Ankamna povezana z izviri in vodami.